# صندوقدار

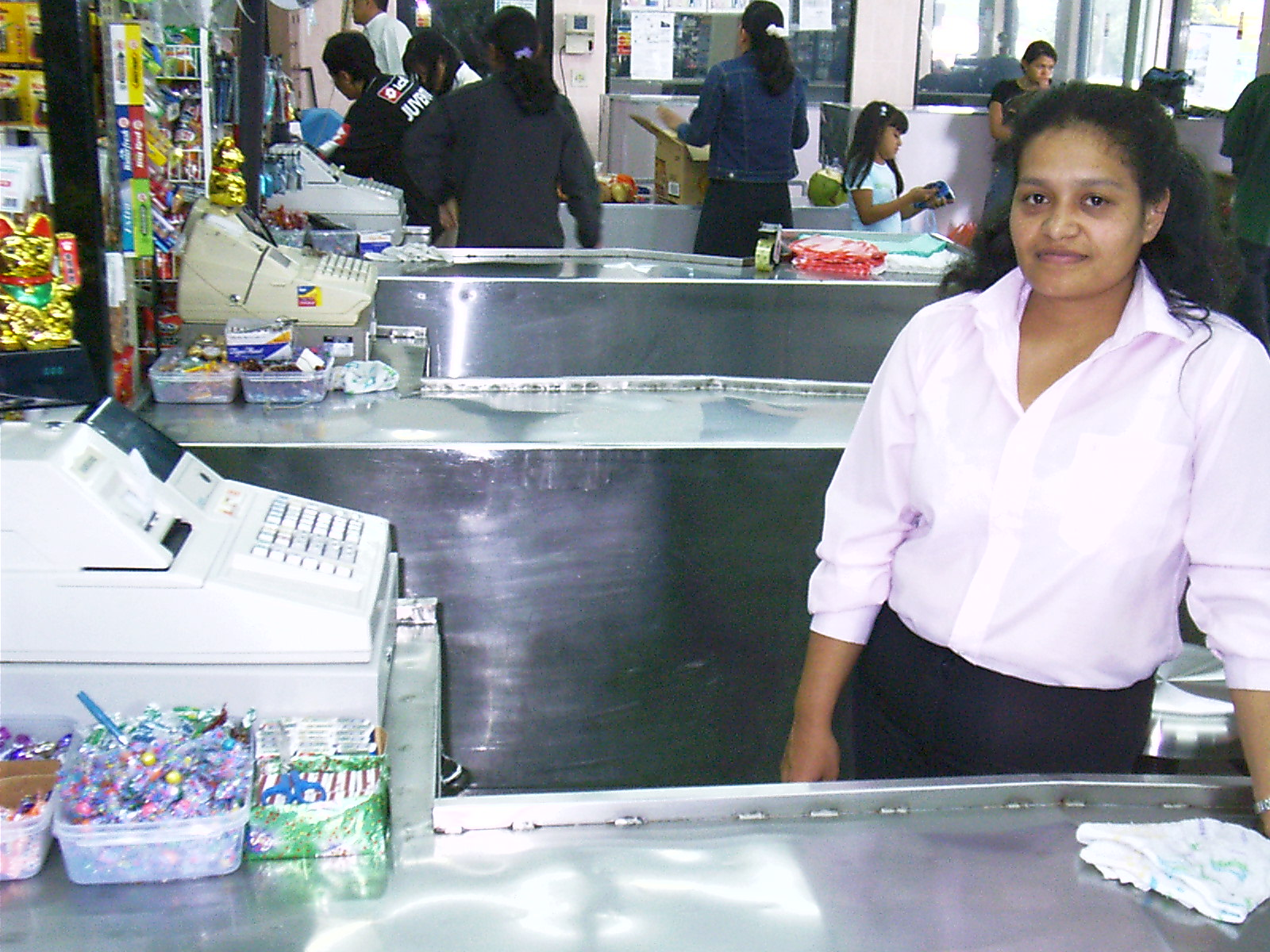
صندوقدار

صندوقدار کسی است که پیشه‌اش گرفتن پول کالاها از خریدار و در برابر آن در صورت زیاد بودن، پول ِ داده شدهٔ خریدار پس دادن بقیهٔ پول به خریدار است؛ هم‌چنین صندوقدار در بیش‌تر موردها فیش کالاهای خریداری شده را به خریدار می‌دهد.

## محل کار
- فروشگاه‌های زنجیره‌ای

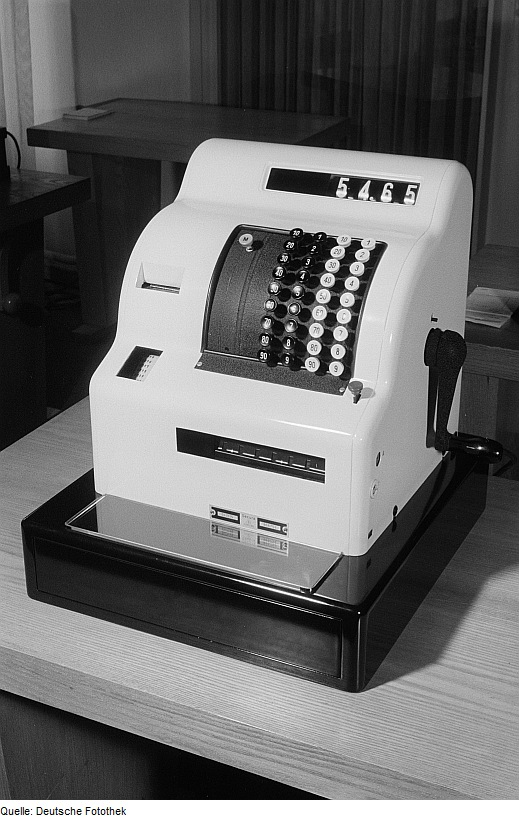
صندوق، صندوق یکی از مهم‌ترین ابزارهای صندوقدار است.

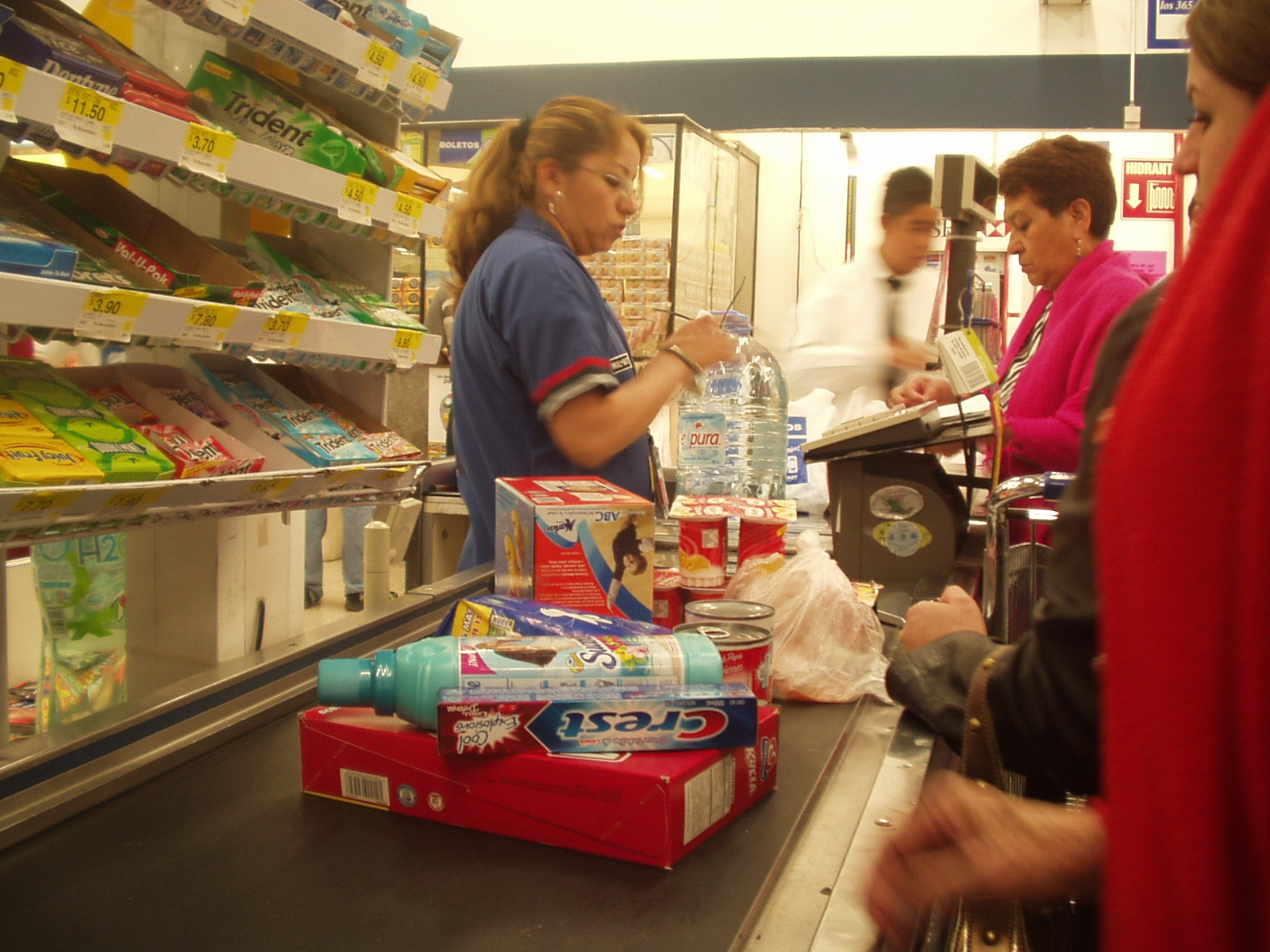
یک صندوقدار در یک فروشگاه زنجیره‌ای هنگام کار

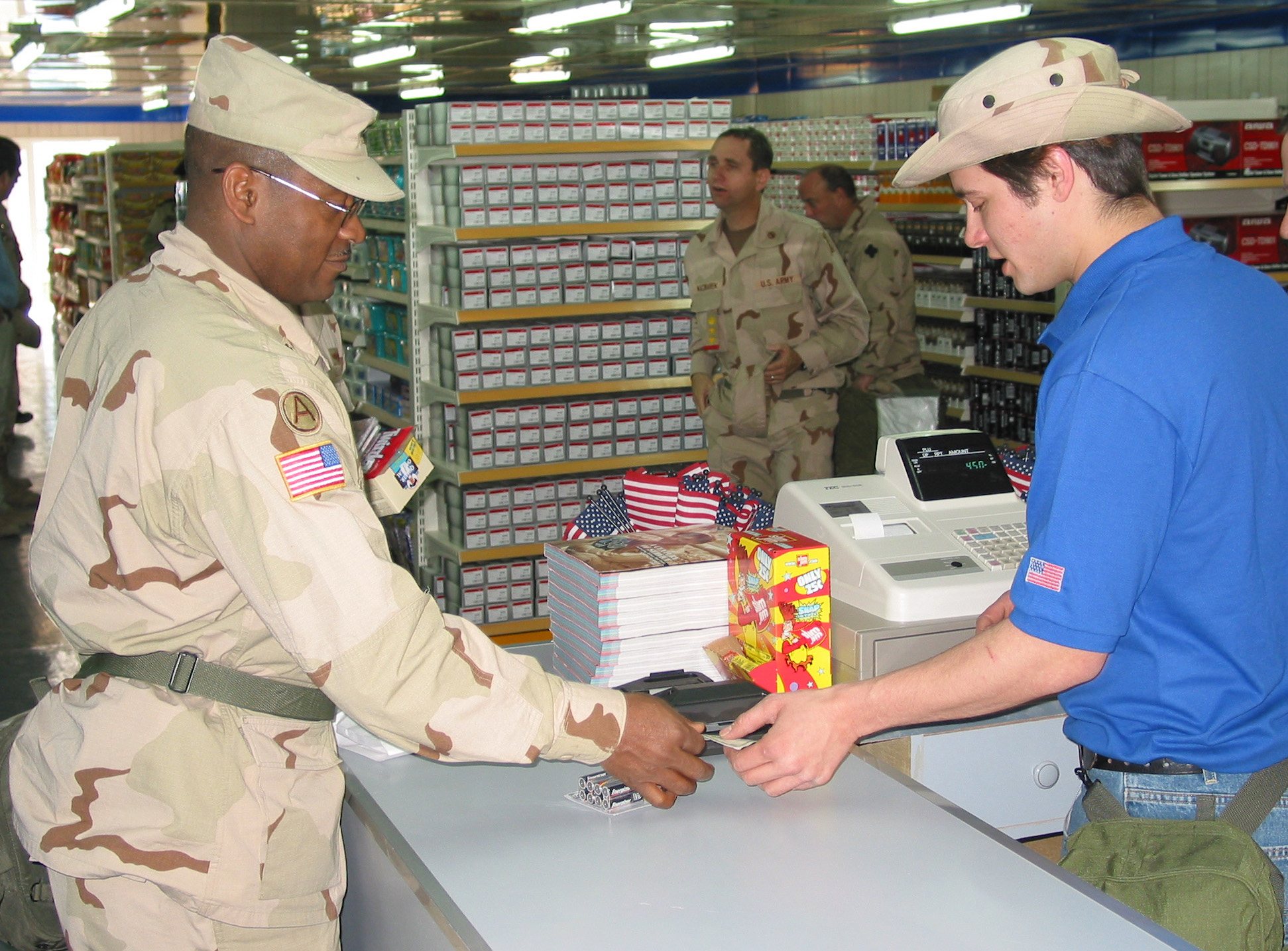
یک صندوقدار در فروشگاه زنجیره‌ای ارتش آمریکا هنگام کار

- مغازه‌ها (معمولاً خود مغازه‌دار کار صندوقداری را انجام می‌دهد)
- پمپ بنزین‌هایی که دارای سوپر مارکت اند (بیش‌تر در آمریکا)

## ابزار مورد استفاده
- پول
- صندوق فروشگاهی
- رایانه
- دستگاه بارکد خوان

## چگونگی کار

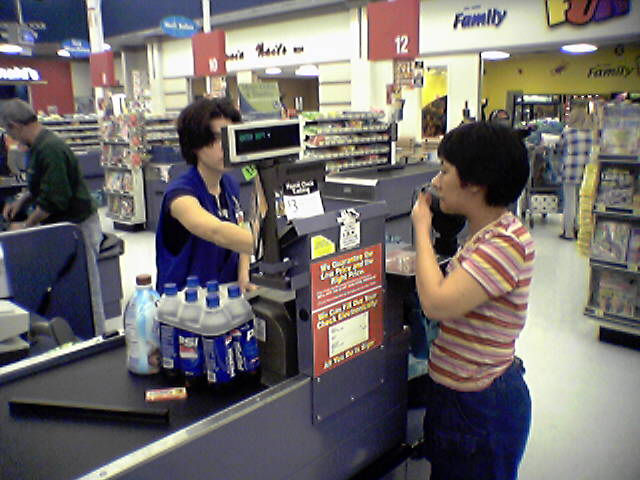
صندوقدار

بیش‌تر صندوقدارها در فروشگاه‌های بزرگ زنجیره‌ای کار می‌کنند؛ زیرا در این فروشگاه‌ها خریداران خریدهای بیش‌تری نسبت به دیگر جای‌ها انجام می‌دهند و کار صندوقدار این است که با به‌کارگیری دستگاهی، بارکد روی کالاها را بخواند؛ این دستگاه بارکد خوان کد کالا به همراه بهای کالا را روی رایانه‌ای که در برابر صندوقدار است نمایان می‌سازد و به این فرم بهای همگی کالاها در زمان کوتاهی به‌دست می‌آید و صندوقدار پول را به صورت نقدی یا با کشیدن کارت اعتباری خریدار بر دستگاه کارت خوان می‌گیرد.
معمولاً در روشی که پول را با کشیدن کارت اعتباری خریدار بر دستگاه کارت خوان، صندوقدار دریافت می‌نماید صندوقدار پول باقیمانده‌ای به خریدار نمی‌دهد؛ زیرا پول به اندازهٔ بهای کالا به‌فرم الکترونیک به حساب فروشگاه در بانک ریخته می‌شود.